# مجزرة صبرا وشاتيلا (فلم)
مذبحة صبرا وشاتيلا على يد جلاديها هو فيلم وثائقي من إخراج مونيكا بورغمان ولقمان سليم وهيرمان تيسن، صدر عام 2005. حصل على العديد من الجوائز، في برلينالة 2005، وفي مهرجان رؤى الواقع في نيون، وفي مهرجان مرسيليا الدولي للسينما.

## ملخص المذبحة

### السياق التاريخي
في الفترة من 16 إلى 18 سبتمبر 1982، قُتل ما يقرب من 3000 مدني فلسطيني، في لبنان على يد رجال ميليشيا الكتائب، في مخيمي صبرا وشاتيلا للاجئين اللذين يراقبهما الجيش الإسرائيلي الذي كان قد غزا البلاد للتو.
ووقعت هذه المجزرة بعد يومين من اغتيال بشير الجميل، زعيم الكتائب المعادية للوجود الفلسطيني في لبنان، رئيس الجمهورية اللبنانية المنتخب مؤخراً بدعم من إسرائيل، والشعار الذي أطلقه الكتائبيون عند دخولهم إلى المخيم الفلسطيني في بيروت هو بحسب الشهادات: صغارا وكبارا، لا رحمة.

## ملخص الفيلم
ستة من رجال ميليشيا الكتائب اللبنانية الذين شاركوا في مجزرة صبرا وشاتيلا يشهدون.

### الكشف عن الجرائم المرتكبة
في العقد الأول من القرن الحادي والعشرين، عاش الجلادون الستة حياة عادية. ولم يحاكموا قط، وذلك بسبب صدور قانون العفو العام في لبنان عام 1991.
ويكشفون في الفيلم عن الأفعال الإجرامية التي ارتكبوها قبل عشرين عامًا مثل الاغتصاب والإعدام. معظمهم لا يعربون عن أي ندم، ويظهرون عدم حساسية مطلقة تجاه مصير ضحاياهم. ذكرياتهم دقيقة للغاية، كما يتضح من الرسوم البيانية التي رسموها خلال المقابلات، والتي يشيرون من خلالها إلى الموقع المكاني لمختلف الجهات الفاعلة في مخيمي صبرا وشاتيلا. وبحسب تحليل رينيه ميشيل راجين، فمن خلال رسم خرائط الأماكن، ورسم المخططات والرموز، يحاول الجلادون، غير القادرين على النسيان، تبرير الرعب، والتقليل من حدة الذاكرة.
يمكن مقارنة فيلم مذبحة بفيلم S21، آلة الموت للخمير الحمر للمخرج ريثي بانه، والذي يعتمد أيضًا على شهادات الجلادين، على عكس الأفلام الوثائقية الأخرى المخصصة للجرائم ضد الإنسانية والتي تتضمن بشكل أساسي صورًا من الأرشيف.

### موضوع المسؤولية الفردية
ويطرح الفيلم تساؤلات حول ما الذي يجعل الأفراد العاديين قادرين على ارتكاب أعمال القسوة والهمجية. ورفض رجال الميليشيات المعينون للمشاركة في المذبحة الامتثال، ولم يشعروا بعد ذلك بالقلق حيال ذلك. وبالتالي فإن مسألة المسؤولية الأخلاقية لأولئك الذين غامروا تبرز بشكل أكثر حدة.
تقول المخرجة الألمانية مونيكا بورغمان إنها تؤمن بالتفكير في المسؤولية أكثر من العدالة الرسمية. من خلال معاقبة مرتكبي المجازر، تجلب العدالة بالتأكيد راحة مؤقتة، لكن بحسب المخرج، فإن الحكم الجنائي وحده لا يكفي لاستعادة قدرة المواطنين على العيش معًا.

### تسليط الضوء على تواطؤ إسرائيل
يتحدث الجلادون عن تدريبهم العسكري في إسرائيل، وتبادلهم مع هيئة الأركان العامة الإسرائيلية أثناء المذبحة وتوفير القوات الإسرائيلية لأكياس الجثث. وأطلق الجيش الإسرائيلي قنابل مضيئة للسماح لعناصر الميليشيات اللبنانية بمواصلة المجزرة أثناء الليل.
التنسيق اللوجستي بين إسرائيل وميليشيا القوات اللبنانية يسبق عملية صبرا وشاتيلا. يتذكر العديد من الأنصار دورة تدريبية استمرت ثلاثة أشهر في إسرائيل، بالقرب من حيفا، خلال صيف عام 1982، شارك فيها 300 من نخبة رجال ميليشيا الكتائب. يعلنون: لقد تدربنا على "الطهي"، على التعذيب، بكل الأساليب. لقد اضطررنا للبقاء لأيام في الدبابات المحترقة، وأُجبرنا على القيام بأشياء لا يمكن تصورها” ويظهر أحدهم زيه العسكري الذي يحمل الاختصار الجيش الإسرائيلي (قوات الدفاع الإسرائيلية).